# Oscar Van Kesbeeck
Oscar Clément Joseph Vankesbeeck (Malines, 17 juillet 1886 - là-bas, 17 février 1943) est un footballeur devenu homme politique flamand.

## Biographie
Il a suivi une instruction générale à l'Athénée royal de Malines, puis plus tard étudié le droit à la VUB. Il obtient son doctorat en 1919 et devient avocat à Malines.
Il a été footballeur à partir de 1905 et dans la même année Président du Racing de Malines à l'âge de 18 ans,.
Chef de la délégation de l'équipe nationale belge lors de la première Coupe du monde en 1930, il devient Président de l'URBSFA, l'association belge de football, en 1937. 
Oscar Vankesbeeck connu pour son talent oratoire, a été également le représentant du Parti libéral au parlement belge de 1932 à 1936. Il devient échevin de Malines en 1938 jusqu'à son renversement par l'occupant allemand en 1941.
Il a été interné un temps au camp de prisonniers du Fort de Breendonk, pour ses idées politiques, puis est mort peu de temps après sa libération en 1943.
Il a été remplacé par Francis Dessain, également un habitant de la ville de Malines, à la présidence de l'URBSFA.
Malines possède une rue et un pont qui portent son nom, tous deux situés à proximité du stade du Racing de Malines, qui honore également sa mémoire.
Il fut nommé Officier de l'Ordre d'Orange-Nassau par la Reine Wilhelmine, la distinction lui fut remise à l'occasion de la rencontre Pays-Bas-Belgique, disputée le 21 avril 1940 au Stade olympique d'Amsterdam.